# ヘリナ (小惑星)
ヘリナ (1075 Helina) は小惑星帯に位置する小惑星である。1926年9月29日、グリゴリー・ネウイミンがクリミア天体物理天文台で発見した。
発見者の息子の名前Helij Grigor'evich Neujminに因んで名付けられた。